# Jean-Frédéric Mestrezat
Pour les articles homonymes, voir Mestrezat.
Ne doit pas être confondu avec Jean Mestrezat.
Jean-Frédéric Mestrezat, né à Genève le 2 juin 1760 et mort le 8 mai 1807 à Paris, est un pasteur genevois devenu français en 1798, à la date du traité de Réunion qui intégra Genève au territoire de la République Française.

## Biographie

### Famille
Jean-Frédéric fait partie de la famille Mestrezat qui a donné de nombreux pasteurs et magistrats à la ville de Genève. Il est le fils de Jacob Mestrezat et de Henriette-Eve Six. Jacob Mestrezat est pasteur des ambassades de la République de Genève à Paris (1748-1751), Londres (1751), Amsterdam (1752) puis de retour à Genève à dans les paroisses de Dardagny et Genthod.
Il est descendant de Domaine Mestrezat (1583-1661), conseiller d’État, premier syndic de Genève, fondateur de la Chambre des blés de Genève. Le demi-frère de ce dernier, Jean Mestrezat (1591-1657), avait porté le titre de « Pasteur de Paris » mais à une époque où l'Édit de Nantes interdisant aux Pasteurs de Paris d’exercer leur culte dans la capitale intra-muros, ils l'exerçaient dans le temple de Charenton. Jean Mestrezat fut célèbre par ses discours, ses écrits, ses discussions de controverse, le cardinal de Richelieu avait dit de lui qu'il était « le ministre le plus hardi de France ».

### Formation et ministère
Jean-Frédéric Mestrezat est destiné de bonne heure à la carrière ecclésiastique. Il fait des études de théologie à l'Université de Genève de 1775 à 1783, puis effectue un Grand Tour en Italie, Bavière, Autriche, Prusse, Hollande, Angleterre et France.
A son retour en 1787, il est nommé catéchiste à Genthod, à la suite de son père, au côté du pasteur Jacob Benelle. En 1792, il épouse Jeanne Aubert et ils ont une fille, Adèle, le 12 mai 1793. En 1794, à la mort du pasteur Jacob Benelle, il obtient son poste. Trois mois plus tard, à la suite des troubles révolutionnaires, il s'exile à Zurich et seconde le pasteur de l'église française.
Fin 1795, sa réputation le fait appeler à un des deux postes de pasteur de l'église française réformée de Bâle. Il y passe sept années.

### Pasteur à Paris
Après le concordat de 1801 et la loi organique du 8 avril 1802 qui organise l’Église réformée en France, il devient un des trois premiers pasteurs nommés à Paris par le Premier Consul, en 1803. Il exerce aux côtés de Paul-Henri Marron, issu d'une famille huguenote réfugiée aux Pays-Bas et chapelain de l'ambassade de Hollande à Paris depuis 1782, et de Jacques Antoine Rabaut-Pommier, méridional, fils du pasteur du Désert Paul Rabaut. Ils officient à l'église Sainte-Marie et à l'église Saint-Louis-du-Louvre —  avant le déménagement en 1811 à l'Oratoire du Louvre.
Les trois pasteurs de Paris vont être étroitement associés dans la conduite des premières années de l’Église réformée de Paris. Ils collaborent à la tête du Consistoire. Leurs signatures communes figurent dans des lettres pastorales, dans leur réponse aux propositions d’union avec l’Église catholique. En 1804, le Premier Consul les distingue tous les trois en leur attribuant, en même temps, la Légion d'honneur. Ils sont invités à assister ensemble au sacre de Napoléon Ier.
« On vit Jean-Frédéric Mestrezat occuper fréquemment les chaires de Paris… s’employer efficacement au soulagement des pauvres et à la consolation des affligés… Il a usé pour le bien du protestantisme de la large influence que lui assuraient et son caractère et des relations étendues…. Il a été considéré par ses talents, ses qualités sociales… Il a fait servir son crédit et sa dextérité dans les affaires…  ».
Dans l’exercice de son ministère, il donna de fortes impulsions à l’instruction religieuse des jeunes ; cette instruction avait été facilitée par l’arrêté du gouvernement du 19 vendémiaire an XII (12 octobre 1803) qui enjoignait aux directeurs des écoles secondaires de faire instruire les élèves dans leur religion. 
Jean-Frédéric Mestrezat milita pour envoyer des étudiants à l’académie de Genève en vue de parfaire leur formation qu’il trouvait insuffisante. Il souhaitait une liturgie commune à tous les réformés et la rédaction d’un catéchisme de base, l’ouverture d’écoles et de collèges. Sa mort prématurée en 1807 n’a pas empêché ses idées de prendre corps à la génération suivante.  
Marron, Rabaut-Pommier, Mestrezat et le consistoire, cherchèrent à atténuer les affirmations doctrinales des Réformateurs sans les contester explicitement. Ils s'opposèrent à toute confession de foi obligatoire faisant obstacle au libre examen des Écritures. À ce mouvement « des libéraux de Paris » s’opposera  à la fin des années 1810 le mouvement évangélique.   
Emporté par une maladie aiguë, le 8 mai 1807, Jean-Frédéric Mestrezat est d'abord enterré en grande pompe au cimetière de Montmartre où les honneurs lui ont été publiquement rendus, ce qui est tout à fait nouveau pour un pasteur protestant. Il est par la suite transporté au cimetière du Père-Lachaise (39e division). Il fut ainsi le premier pasteur de Paris reconnu par l’État enterré au Père Lachaise. Des auteurs de l'époque, Antoine Caillot, Pierre-François Piétresson de Saint Aubin, Rigomer Bazin, C.-P. Arnaud, Marchant de Beaumont, ont évoqué sa tombe et plusieurs d'entre eux ont mis l'accent sur la nouveauté que constituait le rassemblement dans un même cimetière de sépultures catholiques, protestantes et autres cultes, comme l'avait permis le décret signé par le Premier Consul le 12 juin 1804.

## Décoration
- Chevalier de la Légion d'honneur, 1804[21]

## Sources
- Antoine-Vincent Arnault, Antoine Jay, Étienne de Jouy, Jacques Marquet de Norvins (baron de Montbreton), Biographie nouvelle des contemporains: ou Dictionnaire historique raisonnée de tous les hommes qui, depuis la Révolution française, ont acquis de la célébrité oit par leurs actions, leurs écrits, leurs erreurs ou leurs crimes, soit en France ou dans les pays étrangers, volume 13, p. 264-265, Paris, 1824. Texte
- Alexandre Guillot, Un pasteur genevois contemporain de la Révolution, Au foyer Chrétien 1, 1895, Bibliothèque du Protestantisme Français (75007 Paris), Cote Br 8 (19), p. 17 à 56.
- Almanach des Protestants de l’Empire Français pour l’an de grâce 1809, Notice sur l’église actuelle de Pairs, pages 255 à 261 ; Tombeau de M. le Pasteur Mestrezat, pages 109 à  113 ; Bibliothèque du Protestantisme Français (75007, Paris), Cote L.22864 I.
- Groupe d'auteurs, L'Oratoire du Louvre et les protestants parisiens, Philippe Braunstein éd., Labor et Fides, 2011, Extraits